# Список умерших в 1196 году

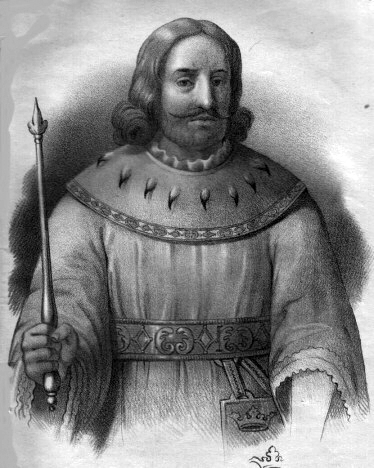
Кнут I Эрикссон

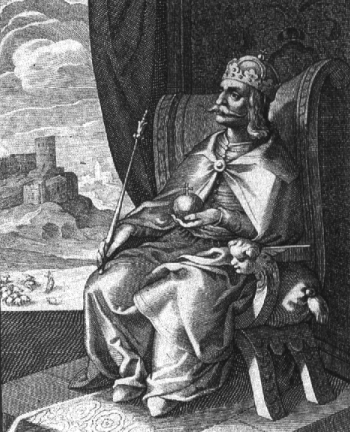
Бела III

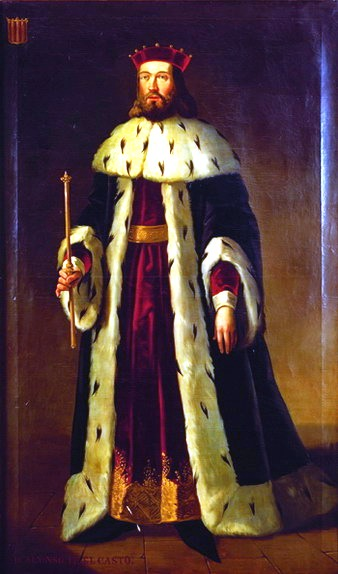
Альфонсо II Целомудренный

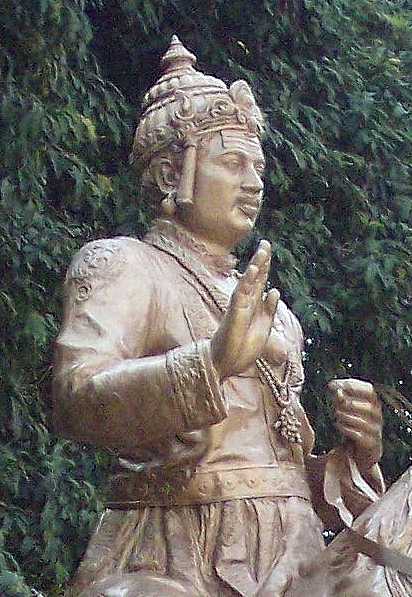
Басава

В этой статье представлен список известных людей, умерших в 1196 году.
См. также: Категория:Умершие в 1196 году

## Февраль
- Изяслав Ярославич, волынский князь, сын Ярослава Изяславича.

## Март
- 7 марта — Отто[нем.] — епископ Айхштета (1182—1196)

## Апрель
- 8 апреля — Кнут I Эрикссон — король Швеции (1167—1196), основатель Стокгольма
- 23 апреля — Бела III — король Венгрии (1172—1196)
- 25 апреля — Альфонсо II Целомудренный — король Арагона и граф Барселоны с 1162 года, граф Прованса (1167—1171), первый, кто стал одновременно королём Арагонским и графом Барселоны
- 30 апреля — Болдуин II ван Холланд[англ.] — епископ Утрехта (1178—1196)

## Июнь
- 15 июня — Умберто III да Терцаго[итал.] — архиепископ Милана (1195—1196)

## Июль
- 12 июля — Морис II де Краон — французский феодал, сеньор Краона, наместник короля Генриха II Плантагенета в Анжу и Мэне, поэт.

## Август
- 1 августа — Симон Лимбургский — епископ Льежа (1193—1194)
- 14 августа — Генрих IV — граф Люксембурга (1136—1196), граф Намюра (1139—1189), граф де Ла Рош-ан-Арденн (до 1155—1196), граф Дарбюи (до 1148—1196), граф де Лонгви (1141—1196)
- 15 августа — Конрад II — герцог Швабии (1191—1196). Убит.

## Сентябрь
- 11 сентября — Морис де Сюлли — епископ Парижа (1160—1196), инициатор строительства Собора Парижской Богоматери.

## Октябрь
- 12 октября — Мейнард фон Зегеберг — первый известный католический миссионер в Ливонии, первый епископ Икскюльский (Ливонский), святой римско-католической церкви.

## Дата неизвестна или требует уточнения
- Басава — индийский философ, поэт, государственный деятель и социальный реформатор, основатель религиозной секты лингаятов.
- Всеволод Святославич Буй-Тур — князь Трубчевский и Курский (1164—1196), герой Слова о полку Игореве
- Гуго III[англ.] — граф Родеза (1195—1196)
- Иван Асень I — царь Болгарии (1186—1196). Убит заговорщиками.
- Конти, Джованни — Кардинал-епископ Палестрины (1191—1196)
- Ибн Мада[англ.] — мусульманский учёный.
- Мэгуджин-Сеулиту, татарский вождь, живший во времена Чингисхана, один из первых противников, с которым тому пришлось столкнуться.
- Ральф II[нем.] — католический патриарх Антиохии (1193—1196)
- Ричард Андрийский — святой римско-католической церкви, покровитель Андрии.
- Ришар Ачерра — граф Ачерра, влиятельный апулийский барон, военачальник Сицилийского королевства при Вильгельме II Добром и Танкреде. Казнён.
- Рудольф фон Фенис — швейцарский поэт
- Тайра-но Кагэкиё[англ.] — японский самурай, участник смуты Гэмпэй против клана Минамото, герой Повести о доме Тайра
- Уильям, 2-й граф Солсбери — граф Солсбери (1168—1196}
- Фарух-шах[англ.] — последний эмир Кермана перед хорезмской оккупацией
- Фиц-Осберт, Уильям[англ.] — руководитель народного восстания в Лондоне. Казнён
- Эшива Ибелин — королева-консорт Кипра (1194—1196), жена Амори II Иерусалимского